# Freiamt
Freiamt è un comune tedesco di 4 276 abitanti, situato nel land del Baden-Württemberg.